# Église de la Nativité-de-la-Mère-de-Dieu d'Obudovac
Pour les articles homonymes, voir Église de la Nativité-de-la-Mère-de-Dieu.
L'église de la Nativité-de-la-Mère-de-Dieu (en serbe cyrillique : Црква Рођења Пресвете Богородице ; en serbe latin : Crkva Rođenja Presvete Bogorodice) est située en Bosnie-Herzégovine, sur le territoire du village d'Obudovac et dans la municipalité de Šamac (Bosanski Šamac). Elle a été construite entre 1864 et 1882 et est inscrite sur la liste des monuments nationaux de Bosnie-Herzégovine.